# گوردون دیویس (بازیکن فوتبال زاده۱۹۳۲)
گوردون دیویس (انگلیسی: Gordon Davies؛ زادهٔ ۴ سپتامبر ۱۹۳۲) بازیکن فوتبال اهل بریتانیا است.
از باشگاه‌هایی که در آن بازی کرده‌است می‌توان به باشگاه فوتبال مورکم، باشگاه فوتبال ساوتپورت، و باشگاه فوتبال منچستر سیتی اشاره کرد.